# Adair (Oklahoma)
Adair è una città della Contea di Mayes, in Oklahoma. La popolazione al censimento del 2010 era di 704 persone residenti.